# Новгородський третій літопис
Новгородський третій літопис (Новгородський III літопис, Н3Л) — руський літопис, пам’ятник новгородського літописання XVII ст.. Отримав назву третього по тому порядку, в якому був опублікований серед новгородських літописів при першому їх виданні.

Назва літопису в різних рукописах відрізняється: «Літопис Руський та Київський», «Великоновгородський літопис. Сказання коротко про скіфів, і про слов’ян, про Русь, і про початки, і про Великий Новгород, і про великих государів російських» та ін. Пам’ятник відомий в 25 рукописах. Згідно досліджень С. Н. Азбелєва Новгородський третій літопис має дві редакції — довгу та коротку. 
Довга редакція включає два види — первинний, який був складений в 1674—1676 роках, але не зберігся, та кінцевий, створений в 1682 році або в найближчі роки. В кінцевий вид довгої редакції входять статті, починаючи з розповіді про походження слов’ян до відомості про призначення як патріарха новгородського митрополита Йоакима в 1674 році; до XVI ст. в тексті літопису переважають загальноруські відомості, потім - новгородські. Основне джерело довгої редакції Новгородського третього літопису — Новгородський Уваровский літопис, текст якого доповнили інші новгородські літописи.
Коротка редакція включає п’ять груп рукописів і являє собою витяг з довгої редакції. Списки короткої редакції також діляться на два види, повний та скорочений. Повний вид короткої редакції був створений в 1682—1690 роках, в нього входять статті від повідомлення про запровадження в Новгороді християнства (989) до відомості про перебування на новгородській кафедрі митрополита Йоакима (1674). Скорочений вид віднесений до 1690—1695 років, він також починається відомостями 989 року, але завершується текстом під 1676 роком про поставлення як новгородського митрополита Корнилія. У деяких списках короткої редакції є продовження аж до 1722 року. Ця редакція характеризується переважанням новгородських відомостей. На думку Азбелєва Новгородський третій літопис був створений новгородськими митрополитами; робота над ним була розпочата по ініціативі Йоакима і продовжена при Корнилії та Йові.
В. В. Яковлєв писав, що порівняння одного з списків Новгородського Уваровського літопису (список Бібліотеки академії наук РФ (БАН)) з Новгородським третім літописом дає інший погляд на історію його створення. Він уточнив ймовірне датування Новгородського третього літопису, довга редакція якого виникла після 1692 року, а коротка з’явилась не раніше кінця XVII ст. У цьому випадку відпадає гіпотеза про участь в створенні пам’ятника митрополита Йоакима, який виїхав з Новгорода в 1674 році та помер в 1690 році. Відомостей про участь інших новгородських митрополитів в літописанні Новгорода немає. Імовірно, саме список БАН став основою довгої редакції Новгородського третього літопису; відомості даної редакції, яких немає в інших списках Новгородського Уваровського літопису, присутні в приписках до основного тексту списку БАН. У зв’язку з цим відпадає необхідність в припущенні про первинний вид довгої редакції Новгородського третього літопису, висунутого Азбелєвим з метою пояснити зв’язок Новгородського Уваровського літопису з Новгородським третім літописом. Імовірно, довгою редакцією є доповнений список Новгородського Уваровського літопису або особливий вид останнього. Основна робота по доповненню списку БАН була здійснена в 1680-і роки; пізніше більша частина доповнень увійшла в Новгородський третій літопис. У цей час список міг бути у новгородських книжників Никифора Клеткіна и Максима Клеткіна, які можливо мали відношення до роботи по створенню Новгородського третього літопису; основна робота була проведена в церкві або монастирі, куди Максимом Клеткіним в 1689 році був переданий список БАН; робота була продовжена в Зеленецькому монастирі, де список опинився в 1696 році.
Новгородський третій літопис двічі публікувався по декількох списках короткої редакції. Ці видання були виконані не найкращим чином та піддавались критиці, але ними часто користуються дослідники, особливо для вивчення новгородських архітектури, топографії та церковної історії.
Важливим є також питання про зв’язок Новгородського третього літопису з Йоакимівским літописом, пов’язаним з діяльністю B. М. Татищева. Згідно висновку С. К. Шамбінаго, ці два літописи є варіантами одного літописного зводу. Але інші дослідники цей висновок не поділяють.